# Faye Dunaway
Faye Dunaway (punim imenom Dorothy Faye Dunaway, Bascom, Florida, SAD, 14. siječnja 1941.), je američka filmska i kazališna glumica.
Rođena je u Bascomu na Floridi, SAD. Zbog očevog posla, koji je bio časnik američke vojske, često se seli zajedno s obitelji. Pohađa floridski državno sveučilište i bostonsko sveučiliste, te diplomira dramsku umjetnost na Sveučilištu Floride. 1962. postaje članicom Američkog nacionalnog kazališta i akademije (American National Theater and Academy), i debitira na Broadwayu u predstavi A Man for All Seasons, dok prvu filmsku ulogu ostvaruje 1967. u filmu The Happening. Iste godine postiže prvi veliki uspjeh filmom Bonnie i Clyde, gdje zajedno s Warrenom Beattyjem glumi jednu od naslovnih uloga, nominiranom za Oscara. Iduće godine nastupa u velikom hitu Afera Thomasa Crowna, što joj defintivno potvrđuje status zvijezde. Zahvaljujući svom talentu i izvanrednoj ljepoti, 1970-ih jedna je od vodećih američkih glumica. Snima intenzivnim ritmom više od dva filma godišnje te nastupa u raznim žanrovima i vrhunskim produkcijama, često kao partnerica vodećih glumaca.
Najznačajniji naslovi iz tog su perioda Tri kondorova dana uz Roberta Redforda, Mali veliki čovjek uz Dustina Hoffmana, Kineska četvrt, s Jackom Nicholsonom Pakleni toranj uz Stevea McQueena i Paula Newmana, i TV mreža zajedno s Williamom Holdenom koji joj je donio Oscara za najbolju glavnu glumicu. Nakon neuspjeha filma Mommie Dearest (1981.), biografskom filmu o glumici Joan Crawford, smanjuje intenzitet rada na filmu, te 1980-ih više radi na televiziji i u kazalištu. Od 1990-ih nadalje češće glumi na filmu, te se iz tog perioda ističu uloge u filmovima Arizona Dream (1993.) i Don Juan DeMarco (1995.).

## Izabrana filmografija
- Događaj (1967.)
- Bonnie i Clyde (1967.)
- Afera Thomasa Crowna (1968.)
- Mali veliki čovjek (1970.)
- Kineska četvrt (1974.)
- Pakleni toranj (1974.)
- Tri kondorova dana (1975.)
- TV mreža (1976.)
- Šampion - The Champ (1979.)
- Mommie Dearest (1981.)
- Supergirl (1984.)
- Barfly (1987.)
- Arizona Dream (1993.)
- Don Juan DeMarco (1995.)
- Balladyna (2009.)

## Vanjske poveznice
- Faye Dunaway u internetskoj bazi filmova IMDb-u (engl.)
- Faye Dunaway na hollywood.com
- Galerija fotografija